# 廣瀨淡窗

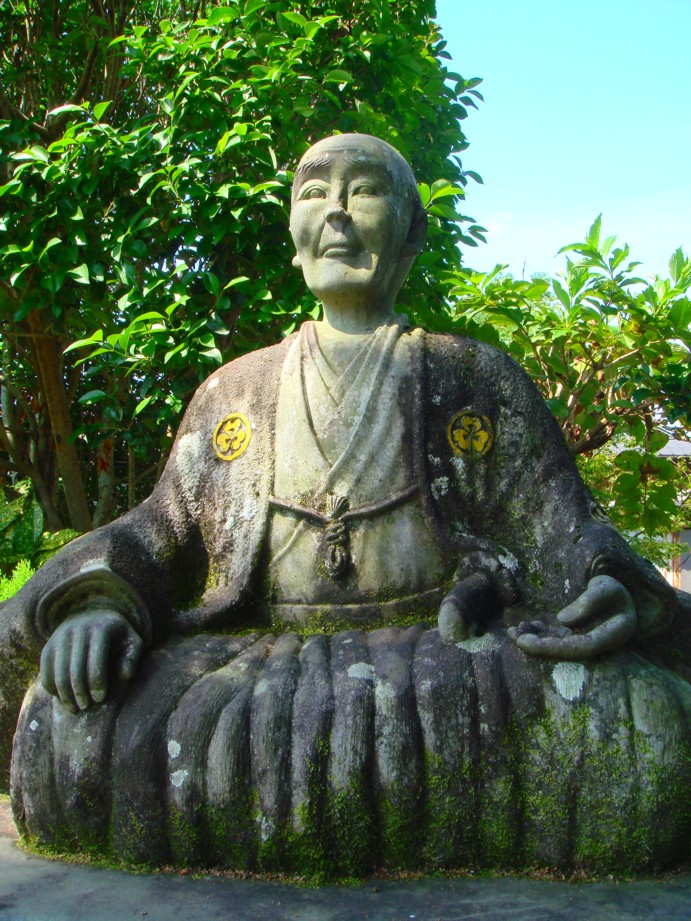
廣瀬淡窓的石像（桂林莊公園）

廣瀨淡窗（ひろせ たんそう；1782年5月22日—1856年11月28日），是江戶時代的儒學學者、教育者、漢詩詩人。豊後國日田人。幼名寅之助，字廉卿，又字子基，號淡窗，初號青溪。死後諱建，弟子尊為文玄先生。
最小的弟弟是廣瀨旭莊。

## 經歷
出生於豐後國日田郡豆田町魚町的博多屋，他是三郎右衛門的長子。

## 關聯項目
- 私塾
- 徂徠派